# Gare de Rivière-du-Loup
Pour les articles homonymes, voir Rivière du Loup.
La  gare de Rivière-du-Loup de Rivière-du-Loup est desservie par deux lignes de Via Rail Canada en provenance de Montréal.